# Dioda Gunna
Dioda Gunna – półprzewodnikowy lub próżniowy rodzaj diody mikrofalowej przeznaczony do pracy w zakresie częstotliwości mikrofalowych od wartości pojedynczych gigaherców do pojedynczych teraherców. W 1963 roku John Battiscombe Gunn (J.B. Gunn) jako pierwszy zauważył, że w płytkach z arsenku galu niewielkiej grubości, po dostarczeniu im wystarczająco dużego napięcia generowane są bardzo wysokie częstotliwości drgań.
Elementy te zazwyczaj są wykonane z arsenku galu (GaAs), a ich maksymalna częstotliwość pracy wynosi około 200 GHz. Natomiast diody Gunna wykonane z azotku galu (GaN) zostały przystosowane wynieść do 3 THz. Diody mikrofalowe są zwykle używane jako substytut diod germanowych, gdy wymagane jest niskie napięcie progowe Up (rzędu 0.3-0.4V). Diody Gunna mają bardzo krótkie czasy przełączania ze względu na ich budowę i zasadę działania.
Na co dzień diody Gunna wykorzystywane są:
- w elektronice bardzo wysokich częstotliwości jako element je generujący,
- w technice mikrofalowej jako m.in. detektory, przekaźniki lub radary

Pomimo tego, że dioda Gunna nazywana jest „diodą”, to nie jest to do końca właściwa nazwa, gdyż w swojej strukturze nie zawiera złącza p-n, co różni ją od typowej diody półprzewodnikowej. Z tego wynika, że dioda Gunna nie jest w stanie przewodzić tylko w jednym kierunku i działać jako dioda prostownicza. Zamiast tego składa się z trzech obszarów: dwóch bardzo silnie domieszkowanych obszarów typu „n” i cienkiego obszaru między nimi o niskim stężeniu domieszek.

## Metoda produkcji
Półprzewodnikowe diody mikrofalowe produkowane są w specjalnym środowisku (w otoczeniu ołowiu ze względu na wysoką wrażliwość na impulsy elektromagnetyczne). Wysokiej jakości diody mikrofalowe cechują się bardzo niską wartością indukcyjności i pojemności, co pozwala na umieszczenie ich w obwodzie mikrofalowym. Jednym z najbardziej znanych zastosowań diody Gunna jest wykorzystanie jej do konstrukcji oscylatora z diodą Gunna, które są wykorzystywane do generowania mikrofali lub kontrolowania częstotliwości. Innymi zastosowaniami są m.in. przekaźniki mikrofalowe, radary i procesy automatyzacji.

## Oscylator z diodą Gunna
Oscylator z diodą Gunna – po doprowadzeniu odpowiedniego napięcia stałego na zaciski diody – „wprowadzając ją” w obszar rezystancji ujemnej, zacznie generować własne drgania. Wartość ich częstotliwości w dużej mierze zależy od materiału zastosowanego do budowy środkowego obszaru w strukturze diody o niskim stężeniu domieszek jednak parametr ten może być dalej regulowany przez inne czynniki zewnętrzne.

## Zasada działania
Zasada działania diody Gunna opiera się na efekcie Gunna. W niektórych materiałach (na przykład GaAs i INP), po osiągnięciu wartości progowej przez pole elektryczne w materiale ruchliwość elektronów zmniejsza się wprost proporcjonalnie do zwiększenia pola elektrycznego czego skutkiem jest powstanie ujemnej rezystancji. Urządzenie tak wykonane daje możliwość wytwarzania drgań mikrofalowych, których wartość częstotliwości zależy od właściwości próbki materiału użytego w procesie technologicznym, nie zaś od czynników zewnętrznych. Gdy natężenie pola elektrycznego w krysztale arsenku galu osiągnie wartość krytyczną na elektrodzie ujemnej, wtedy tworzony jest obszar z niską ruchliwością elektronów (silne pole elektryczne). Obszar ten przemieszcza się z prędkością odpowiadającą średniej prędkości elektronów w kierunku dodatniej elektrody. Po dotarciu do elektrody dodatniej, na ujemnej elektrodzie następuje kolejne tworzenie się obszaru o małej ruchliwości elektronów i silnym polu elektrycznym. Proces kolejnego tworzenia się obszaru o małej ruchliwości elektronów następuje cyklicznie, dzięki czemu są wytwarzane drgania, których częstotliwość może dochodzić do 100 GHz.